# Travis Milne
Travis Milne (Lac La Biche, Alberta, 18 juli 1986) is een Canadees acteur, die voornamelijk bekend is geworden door zijn rol in de televisieserie Rookie Blue.

## Biografie
Milne is geboren in Lac La Biche, dat in de Canadese provincie Alberta ligt, en had al gauw door dat hij graag de acteerwereld in wilde gaan. Hij was student in J.A.Williams High School, in Lac La Biche. Een van zijn docenten overtuigde hem dat hij thuishoorde in het vak, waarna Milne besloot een carrière te beginnen als acteur.
In 2007 mocht Milne My Green House presenteren en ook was hij in datzelfde jaar te zien in Bionic Woman, Holiday in Handcuffs en Confessions of a Go-Go Girl. In 2009 werd hij echter pas bij het grotere publiek bekend. Op 20 juli 2009 werd bekend dat Milne mee zou gaan spelen in de politieserie Rookie Blue. Daarin speelt hij zes seizoenen als Chris Diaz, een jonge politieagent.